# Confines (kommun)
Confines är en kommun i Colombia. Den ligger i departementet Santander, i den centrala delen av landet, 220 km norr om huvudstaden Bogotá. Antalet invånare är 2 753. Arean är 88 kvadratkilometer.
Terrängen i Confines är huvudsakligen kuperad.